# Patrimoni dell'umanità della Serbia
I patrimoni dell'umanità della Serbia sono i siti dichiarati dall'UNESCO come patrimonio dell'umanità in Serbia, la quale è divenuta parte contraente della Convenzione sul patrimonio dell'umanità l'11 settembre 2001, in qualità di stato successore della Jugoslavia.
Al 2021 i siti iscritti nella Lista dei patrimoni dell'umanità sono cinque, mentre undici sono le candidature per nuove iscrizioni. Il primo sito iscritto nella lista è stato nel 1979 Stari Ras e Sopoćani, durante la terza sessione del comitato del patrimonio mondiale. Sette anni dopo, nella decima sessione, il celebre Monastero di Studenica è divenuto il secondo sito serbo riconosciuto dall'UNESCO. Il terzo patrimonio, comprendente diversi siti, è stato il complesso di Monumenti medievali in Kosovo, aggiunto nel 2004 (e poi esteso nel 2006). Nel 2007 la trentunesima sessione ha inserito nella lista l'area archeologica di Gamzigrad-Romuliana con il palazzo di Galerio. Infine, il sito di più recente riconoscimento, in comune anche con alcuni paesi confinanti, è l'insieme dei Cimiteri di tombe medievali stećci, incluso nella lista nel 2016 dalla quarantesima sessione del comitato. Tutti i siti sono considerati culturali, secondo i criteri di selezione; uno è parte di un sito transnazionale. Un sito si trova in Kosovo, autoproclamatosi indipendente nel 2008, riconosciuto da 96 stati membri dell'ONU, che non è membro nell'UNESCO.

## Siti del Patrimonio mondiale
| Foto | Sito                                    | Luogo                                                                                       | Tipo                           | Anno      | Descrizione |
| ---- | --------------------------------------- | ------------------------------------------------------------------------------------------- | ------------------------------ | --------- | --- |
|      | Stari Ras e Sopoćani                    | Novi Pazar                                                                                  | Culturale (96; i, iii)         | 1979      | Stari Ras fu la prima capitale della Serbia e contiene un impressionante numero di monumenti medievali, tra cui una fortezza, chiese e monasteri. Il monastero di Sopoćani è un ottimo esempio di contatto tra le civiltà occidentali e il mondo bizantino. |
|      | Monastero di Studenica                  | Kraljevo                                                                                    | Culturale (389; i, ii, iv, vi) | 1986      | Il monastero di Studenica, fondato nel tardo XII secolo da Stefano Nemanja, considerato il padre della nazione serba medievale, è il più grande e il più ricco dei monasteri della Chiesa ortodossa serba. I due edifici principali, la Chiesa della Vergine e la Chiesa del Re, entrambi costruiti in marmo bianco, custodiscono inestimabili cicli di affreschi bizantini del XIII e XIV secolo. |
|      | Monumenti medievali in Kosovo           | Dečani, Gračanica, Peć, Prizren ( Kosovo)                                                   | Culturale (724; ii, iii, iv)   | 2004-2006 | Il sito include quattro monumenti: il Monastero di Dečani, il Monastero patriarcale di Peć, la Cattedrale di Nostra Signora di Ljeviš e il Monastero di Gračanica. I quattro edifici rappresentano il vertice della cultura ecclesiastica bizantino-romanica, con lo stile caratteristico delle pitture murali, che si è sviluppato nella penisola balcanica tra il XIII e il XVII secolo, che ha poi influenzato tutta l'arte balcanica successiva. Nel 2006 il sito fu inserito nell'elenco dei Patrimoni dell'umanità in pericolo a causa dell'instabilità politica della regione e la conseguente difficoltà nella conservazione degli edifici.                            |
|      | Gamzigrad-Romuliana, Palazzo di Galerio | Zaječar                                                                                     | Culturale (1253; iii, iv)      | 2007      | Il complesso tardo-romano del palazzo fortificato e del memoriale fu commissionato dall'imperatore Galerio tra la fine del III e l'inizio del IV secolo. Fu conosciuto come Felix Romuliana, dal nome della madre dell'imperatore. Il sito comprende fortificazioni, il palazzo nella parte nord-occidentale del complesso, basiliche, templi, terme, un complesso memoriale e un tetrapilo. Si tratta di un complesso di edifici unico per la compresenza di funzioni cerimoniali e memoriali. |
|      | Cimiteri di tombe medievali stećci      | Bajina Bašta, Prijepolje (altri 25 siti sono in Bosnia ed Erzegovina, Croazia e Montenegro) | Culturale (1504; iii, vi)      | 2016      | Questo patrimonio seriale combina 28 siti, situati in Bosnia ed Erzegovina, Serbia occidentale, Montenegro occidentale e Croazia centrale e meridionale, che presentano cimiteri di lapidi medievali caratteristiche a livello regionale, dette stećci. Le necropoli, che risalgono al XII-XVI secolo d.C., sono disposte in file, come era consuetudine comune in Europa dal Medioevo. Gli stećci sono per lo più scolpiti nel calcare e presentano una vasta gamma di motivi decorativi e iscrizioni che mostrano continuità iconografiche tra l'Europa medievale e le tradizioni distinte locali. Ci sono tre siti in Serbia presso i villaggi di Perućac, Rastište e Hrta. |

## Siti candidati
| Foto | Sito                                                  | Luogo | Tipo                             | Anno       | Descrizione |
| ---- | ----------------------------------------------------- | --- | -------------------------------- | ---------- | --- |
|      | Parco nazionale di Đerdap                             | Golubac, Kladovo, Majdanpek | Naturale (1693; vii, x)          | 18/03/2002 | Il parco nazionale comprende le gole delle Đerdapska klisura (in italiano Porte di Ferro) lungo il corso del Danubio. Nell'area si possono riconoscere numerosi fenomeni morfologici, come gole, rilievi carsici e altopiani argillosi; è anche l'habitat di numerose specie di animali e piante. Anche l'importante sito archeologico preistorico di Lepenski Vir si trova in quest'area. |
|      | Riserva naturale speciale delle Sabbie di Deliblato   | Kovin | Naturale (1695; viii, ix, x)     | 18/03/2002 | Le Sabbie di Deliblato sono una formazione geomorfologica di origine eolica e diluviale (resto dell'antico Mare pannonico) di eccezionale bellezza e di grande importanza scientifica. Si tratta di un complesso isolato di ammassi sabbiosi dal rilievo dunale spiccatamente ondulato su un'area di oltre 380 km², di forma ellissoidale allungata, circondato dalle distese della steppa della pianura pannonica. |
|      | Parco nazionale dei Monti Šar                         | Kaçanik, Prizren, Suva Reka, Uroševac ( Kosovo) | Naturale (1697; vii, x)          | 18/03/2002 | Il parco nazionale rappresenta una delle più importanti aree protette della penisola balcanica, poiché ospita oltre 1500 specie di piante vascolari, di cui circa il 20% sono endemiche. Vi si trovano anche numerose specie di uccelli. Le parti più elevate del massiccio presentano caratteristiche di transizione tra le regioni alpina e oro-mediterranea. |
|      | Parco nazionale di Tara con il canyon del fiume Drina | Bajina Bašta | Naturale (1698; x)               | 18/03/2002 | Il Parco nazionale di Tara rappresenta un'area montuosa con valori naturali geo-eorfologici, idrografici ed ecologici di eccezionale importanza. L'area totale del Parco nazionale è di 19 200 ettari con una zona di protezione di 37 584 ettari. Dal punto di vista morfologico, l'area del parco è costituita da un insieme di rilievi montuosi intersecati da profondi canyon fluviali. Tra questi il più importante è il canyon del fiume Drina che segna i confini nord e nord-ovest del parco. Tra gli animali in pericolo che vivono nel suo territorio si annoverano l'orso bruno, il camoscio e l'aquila reale. |
|      | Monumento naturale Đavolja Varoš (Città del Diavolo)  | Kuršumlija | Naturale (1700; vii)             | 18/03/2002 | Đavolja Varoš è un esempio unico dell'azione dell'erosione: è un complesso di piramidi di pietra situato nello spartiacque tra Đavolja jaruga e Paklena jaruga. Su un'area di 4 300 m² l'erosione dell'acqua ha modellato l'andesite e il tufo vulcanico in oltre 200 piramidi - torri alte da 2 a 15 m, larghe alla base da 4 a 6 m e in cima 1-2 m. La maggior parte di queste piramidi ha cappucci o teste, cioè blocchi sommitali di andesite che le proteggono da un decadimento più rapido. |
|      | Monastero fortificato di Manasija                     | Despotovac | Culturale (5536; i, ii, iv, vi)  | 15/04/2010 | Il monastero du costruito dopo la Battaglia della Piana dei Merli per volere di Stefano III Lazaro tra il 1406-7 e il 1418. La sua caratteristica particolare è l'imponente fortificazione, in grado di proteggere e difendere l'insediamento monastico. |
|      | Negotinske Pivnice                                    | Negotin | Culturale (5537; iii, iv, v, vi) | 15/04/2010 | Le Negotinske Pivnice sono un complesso rurale (insediamenti costituiti da cantine) che si trovano nella zona della frontiera di Negotin, vicino al confine bulgaro. In quest'area, famosa per i suoi vigneti risalenti ai tempi antichi, la popolazione rurale, che viveva di viticoltura, stabiliva insediamenti secondari non lontano dalle loro case permanenti. Gli insediamenti prendono il nome dalle cantine, chiamate pivnice in questa regione. Queste cantine erano utilizzate per trasformare l'uva in vino e acquavite, oltre che come magazzini. Dei numerosi insediamenti situati a nord-ovest e a sud di Negotin ne sono rimasti solo pochi: Rajačke, Rogljevske (Rogljevačke), Štubičke e parti di Smedovačke, Trnjanske, Sikolske e Bratujevačke.                                                                                               |
|      | Fortezza di Smederevo                                 | Smederevo | Culturale (5538; iv, v)          | 15/04/2010 | La fortezza è una delle ultime grandi costruzioni militari serbe e una delle più grandi fortificazioni dell'Europa sud-orientale. Fu costruita per sostituire la fortezza di Belgrado, ceduta agli ungheresi nel 1427 dopo la morte di Stefano III Lazaro. Diversamente da quella di Belgrado, la fortezza di Smederevo copriva un'area difensiva relativamente più piccola, con un'organizzazione interna più semplice; il sistema difensivo era basato sull'uso di armi bianche, a seguito dell'adozione delle soluzioni tradizionali dell'architettura militare bizantina. Il disegno della fortezza era infatti influenzato dal modello delle Mura di Costantinopoli. |
|      | Caričin Grad - Giustiniana Prima, sito archeologico   | Lebane | Culturale (5539; ii, iii)        | 15/04/2010 | La città fu costruita dall'imperatore bizantino Giustiniano I in prossimità del suo luogo natale, per rafforzare il controllo bizantino sull'area e favorire la diffusione del cristianesimo. La città fortificata è stata costruita su fondamenta rocciose allungate ed elevate, delimitate dal fiume Caričina a est e dal fiume Svinjarička a ovest. L'area urbanizzata dell'insediamento comprende tre segmenti: l'Acropoli, la Città Alta e la Città Bassa, circondata da fortificazioni, che si estende inferiormente in un vasto insediamento, situato fuori le mura. |
|      | Paesaggio culturale di Bač e dei suoi dintorni        | Bač | Culturale (6386; ii, iii, v)     | 01/02/2019 | Nel territorio di Bač molte civiltà hanno lasciato le loro tracce tangibili: strutture archeologiche, resti di fortificazioni, complessi religiosi conservati e chiese del periodo medievale e barocco. Bač e i suoi dintorni hanno avuto una grande importanza storica come regione di frontiera: sfruttando le risorse circostanti, Bač ha sviluppato un sistema di difesa unico in cui i villaggi e le città erano la base del governo, i fertili terreni agricoli fornivano cibo e materiali necessari, le foreste fungevano da barriera e i sistemi idrici collegavano quest'area ad altre regioni. Inoltre il paesaggio culturale di Bač e dei suoi dintorni testimonia in modo unico il ruolo importante che ha svolto nel corso dei secoli nell'interscambio e nelle influenze artistiche della Chiesa cattolica con le confessioni ortodossa e islamica. |
|      | Frontiere dell'Impero romano - Il Limes danubiano     | Novi Sad, Petrovaradin, Inđija, Stara Pazova, Belgrado (Zemun, Stari Grad, Palilula, Grocka), Smederevo, Kostolac, Veliko Gradište, Golubac, Majdanpek, Kladovo, Negotin (altri siti sono in Bulgaria, Croazia e Romania) | Culturale (6475; ii, iii, iv)    | 31/01/2020 | La candidatura prevede la nomina di oltre 130 parti componenti sul territorio di quattro paesi (Croazia, Serbia, Bulgaria e Romania). Questi siti includono 7 fortezze legionarie: Singidunum, Viminacium, Ratiaria, Oescus, Novae, Durostorum, Troesmis e quasi 120 forti ausiliari e fortificazioni minori; insediamenti civili, cimiteri, complessi produttivi, strade, ecc., tutti legati al funzionamento della frontiera romana lungo il Danubio. I siti in Serbia includono, tra gli altri, rovine e resti di fortificazioni a Novi Sad, Petrovaradin, Belgrado, Zemun, Smederevo, Kladovo, Golubac, Negotin e la celebre Tabula Traiana. |